# Aeroporto de Saransk
O Aeroporto de Saransk (em russo: Аэропорт Саранск) (IATA: SKX, ICAO: UWPS) é um aeroporto internacional localizado na cidade de Saransk, Mordóvia, na Rússia, apesar de ser um aeroporto pequeno, está sendo feita uma ampliação devido à escolha da cidade como uma das sedes da Copa do Mundo FIFA de 2018.